# 八幡朝見神社
八幡朝見神社（はちまんあさみじんじゃ）は、大分県別府市朝見二丁目に鎮座する神社である。別名朝見八幡宮。旧社格は県社で、現在は神社本庁の別表神社。

## 祭神
大鷦鷯尊（おおさざきのみこと、仁徳天皇）、誉田別命（ほむだわけのみこと、応神天皇）、足仲彦命（たらしなかつひこのみこと、仲哀天皇）、気長足姫命（おきながたらしひめのみこと、神功皇后）を祭神とする。
なお、社地内には菅原道真を祀る天神社、倉稲魂（うかのみたま）を祀る稲荷社、市杵島姫（いちきしまひめ）を主神とする厳島社、祖神を祀る天祖社が合祀されている。

## 歴史
建久7年（1196年）、大友能直が豊前・豊後の守護となり豊後に入国したときに、鎌倉の鶴岡八幡宮を勧請して創建されたものと伝えられ、以来、大友氏の崇敬を受けた。創建の際、神輿の供をして着任した鶴岡八幡宮の神職、福田土佐守源高政が当社の神主となり、以降高政の子孫が奉職し、姓を福田から神（こう）に改めて現在に至る
。
八幡朝見神社初代、福田土佐守源高政は福田出羽守源有治の三男とされ、源親治の孫にあたる。
当初は龍ヶ岡（現在の別府市上原町一の出）に社地があったが、鶴見岳の噴火により社地が崩壊したため、現在地に遷座した。遷座は正平3年/貞和4年（1348年）のこととされるが、史料不詳である。正平3年/貞和4年（1348年）には、能直により建立又は大友氏時により建立・再建された豊後国内の八幡社のひとつとして、豊後八幡七社に数えられた。
文禄2年（1593年）に大友氏が改易されその庇護を失ったが、江戸時代に入ると寛文10年（1670年）に社殿を再興し、元禄6年（1696年）に神殿及び楽殿を新築する等、復興。元禄14年（1701年）に四組木綿手繈懸用の特許状を得ると、以後社勢が盛んになり社地を拡張した。
明治時代に入ると、明治6年（1873年）に村社に列せられて別府、浜脇の総社となり、大正7年（1918年）には郷社、昭和12年（1937年）には県社となった。この間、大正11年（1922年）に社殿を改築し、昭和2年（1927年）には斉殿、能楽殿を新築している。第二次大戦後、別府温泉の鎮守神である温泉神社を合祀した。現在でも4月に行われる別府八湯温泉まつりの中心となっている。

## 文化財
- 朝見神社のクスノキとアラカシ林 - 大分県指定天然記念物[4][5]
なお、朝見神社の森は1974年（昭和49年）3月15日に特別保護樹林に指定されている[6]。